# Free State of Jones
Free State of Jones es una película estadounidense sobre la guerra civil estadounidense de drama y suspenso inspirada en la verdadera historia de los desertores confederados contra la esclavitud en el Condado de Jones. Fue escrita y dirigida por Gary Ross y protagonizada por Matthew McConaughey, Gugu Mbatha-Raw, Keri Russell y Mahershala Ali. Se estrenó en Estados Unidos el 23 de septiembre de 2016 por STX Entertainment.

## Sinopsis
Después de sobrevivir a la Batalla de Corinth durante la guerra de Secesión en 1862, Newton Knight, un pobre campesino de Misisipi, lidera un grupo de desertores confederados contra la esclavitud en el Condado de Jones y los dirige en contra de la Confederación. Posteriormente Knight se casa con la antigua esclava, Rachel, estableciendo de hecho la primera comunidad mestiza de la región.

## Reparto
- Matthew McConaughey como Newton Knight.[1]
- Gugu Mbatha-Raw como Rachel Knight.[2]
- Keri Russell como Serena Knight.[3]
- Mahershala Ali como Moses Washington.[3]
- Brendan Gleeson.[1]
- Jacob Lofland como Daniel.[1]
- Brad Carter como el teniente Barbour.
- Sean Bridgers como Sumrall.
- Thomas Francis Murphy como el mayor Amos Mclemore.
- Kirk Bovill como Merchant.
- Wayne Pere como el coronel Robert Lowdry.

## Producción

### Desarrollo
El 5 de noviembre de 2014 un informe de Deadline Hollywood anunció que Matthew McConaughey sería la estrella encargada de interpretar a Newton Knight y que Gary Ross podría dirigir la película, ambientada en la Guerra Civil, sobre la verdadera historia de Newton Knight, uno de los líderes de las grandes rebeliones. STX Entertainment tenía previsto financiar la película con hasta a US$20 millones de los US$65 millones del presupuesto, con IM Global cofinanciando la película y STX distribuyendo y estrenando la película.
Jon Kilik, Scott Stuber y Ross se han programado como productores de la película. El 6 de enero de 2015, Gugu Mbatha-Raw fue elegida para desempeñar el papel de Raquel, antigua esclava y posteriormente esposa de Knight. Keri Russell y Mahershala Ali se unieron al reparto el 12 de febrero, en la que Russell estaba llamada a desempeñar a la mujer de Knight, Serena Knight, mientras que Ali estaba llamada a desempeñar a Moisés Washington, un esclavo fugitivo que se une a la rebelión de Knight.

### Rodaje
A principios de febrero de 2015, Projec Casting  informó que la producción estaba prevista desde el 23 de febrero hasta el 21 de mayo en Nueva Orleans y Lafayette, Louisiana. El 10 de febrero, McConaughey fue visto ensayando para la película en Nueva Orleans y de nuevo el 21 de febrero con traje. La fotografía principal comenzó el 23 de febrero, y estaba programada hasta el 28 de mayo.  El 9 de marzo, Adam Fogelson, presidente de STX Entertainment había anunciado el inicio de la producción en los alrededores de Nueva Orleans, con el lanzamiento de una primera foto. En mayo de 2015, el shooting está programada para iniciar en Clinton, con  East Feliciana Parish como el set de rodaje. El 25 de mayo de 2015, el rodaje se llevó a cabo en el Parque Estatal Chicot alrededor de Ville Platte.

## Estreno
El 25 de febrero de 2015, STX Entertainment anunció que la película se estrenaría el 11 de marzo de 2016. En octubre de 2015, STX retrasó la fecha al 13 de mayo de 2016.

## Recepción
La película ha recibido críticas mixtas por parte de la crítica y la audiencia. En el portal de internet Rotten Tomatoes, la película posee una aprobación de 43%, basada en 107 reseñas, con una puntuación de 5/10 por parte de la crítica.
La página Metacritic le ha dado a la película una puntuación de 53 de 100, basada en 35 críticas, indicando "reseñas mixtas". Los usuarios de CinemaScore le han dado una calificación de "A-", en una escala de A+ a F, mientras que en el sitio IMDb los usuarios le han dado una puntuación de 6.6/10, sobre la base de más de 1700 votos.